# 爪哇小剑水蚤
爪哇小剑水蚤（学名：[Microcyclops javanus] 错误：{{Lang}}：文本有斜体标记（帮助））为剑水蚤科小剑水蚤属的动物。分布于印度尼西亚以及中国大陆的广东、福建、云南、贵州、四川、湖北、浙江、江苏、陕西、河北、黑龙江等地，常栖息于小型水域中及湖泊的沿岸带。